# Pile Clark
Pour les articles homonymes, voir Clark.

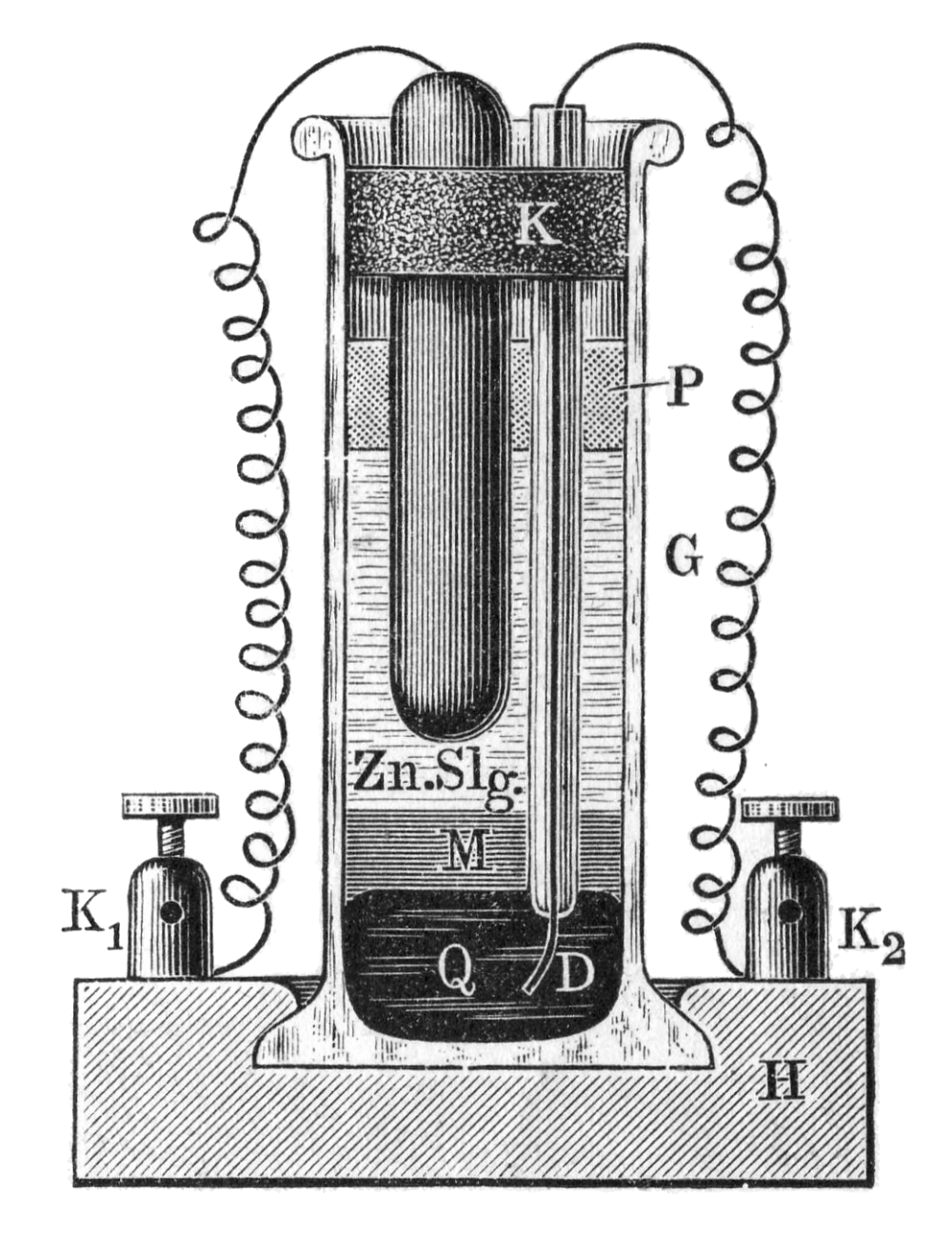
Pile Clark (1897)

La pile Clark ou pile de Clark, inventée par l'ingénieur anglais Josiah Latimer Clark en 1873, est une cellule chimique humide qui produit une tension très stable. En 1893, la sortie de la cellule de Clark à 15 °C a été définie lors de l'un des Congrès internationaux sur l'électricité comme 1,434 volts, et cette définition est devenue loi aux États-Unis en 1894. Cette définition a ensuite été supplantée par une autre basée sur la pile Weston.

## Chimie
La pile Clark utilise une anode en zinc ou en amalgame de zinc et une cathode en mercure dans une solution aqueuse saturée de sulfate de zinc, avec une pâte de sulfate mercureux en tant que dépolarisant (en).